# Charlotte Braun
Charlotte Braun je fiktivni lik iz stripa Peanuts Charlesa M. Schulza.
U stripu se pojavila 30. studenog 1954.
Nalikuje Sally Brown, mlađoj sestri Charlija Browna.